# Бизе, Шарль Эммануэль
Шарль Эммануэль Бизе, или Карел (Каролус) Эммануель Бизе (нидерл. Charles Emmanuel Biset, Karel Emmanuel Biset; 1633, Мехелен — между 28 сентября 1693 и 1713) — фламандский рисовальщик и живописец валлонской школы. Работал в различных городах и странах, включая свой родной город Мехелен, Париж, Анноне, Брюссель, Антверпен и Бреда. Писал картины во многих жанрах, включая бытовые сцены, изображения интерьеров с веселыми компаниями, пейзажи, натюрморты, портреты и воображаемые картинные галереи.

## Биография
Шарль Эммануэль Бизе родился 26 декабря 1633 года в Мехелене. Он был сыном художника-декоратора Жоржа (Жориса) Бизе, который обучался у Михила ван Кокси Третьего (1603—1669), внука знаменитого художника Михила Кокси. Шарль Эммануэль учился основам рисунка и живописи у отца.
С 1640 года до начала или середины 1650-х годов художник работал в Мехелене, затем был в Париже, некоторое время работал в Брюсселе, затем, с 1661 по 1687 год жил в Антверпене. В 1661 году Бизе стал «свободным мастером» антверпенской Гильдии Святого Луки. С 18 сентября 1675 года по 18 сентября 1676 года был деканом гильдии. Служил лейтенантом ополчения капитана Себастьяна де Неве.
В 1662 году Шарль Эммануэль женился на художнице Марии ван Уден, дочери живописца-пейзажиста Лукаса ван Удена; после её смерти в 1665 году Шарль Эммануэль инициировал отношения с её сестрой Анной, от которой у него 19 декабря 1666 года родилась дочь Доротея. 30 июня 1670 года Шарль Эммануэль женился на Анне Клейманс, которая стала матерью художников Яна Андреаса и Жана Шарля (Яна Карела) Бизе. В третий раз художник женился 12 декабря 1682 года на Джоанне ван де Велде.
Шарль Эммануэль Бизе пользовался покровительством Хуана Доминго де Суньига-и-Фонсека, графа Монтеррея, и губернатора Габсбургских Нидерландов, на которого он, возможно, какое-то время работал. Он также был назначен директором
Королевской академии изящных искусств в Антверпене.
С 1687 года и, возможно, до конца своей жизни, художник жил и работал в Бреде время от времени посещая Антверпен. Место и дата его смерти не ясны, но считается, что он умер между 28 сентября 1693 и 1713 годами.
Учеником Шарля Эммануэля Бизе был его племянник Ян Энтони Кокси (сын его сестры Джоанны и мехеленского художника Яна Кокси).

## Творчество
В своё время творчество Бизе ценили высоко, о чём свидетельствует тот факт, что и ранний фламандский биограф Корнелис де Би, и голландский биограф Якоб Кампо Вейерман включили его биографию в свои историографические труды.
Шарль Эммануэль Бизе был разносторонним художником: он писал бытовые сцены «с весёлыми компаниями», картины с изображениями галерей коллекционеров живописи, портреты, исторические картины и натюрморты.
Некоторые историки искусства считают Бизе последователем Яна Кокси. Отдельные произведения, ныне приписываемые Бизе, ранее приписывались Кокси. Так обстоит дело, например, с картиной «Семья, сидящая за столом в изящном саду», которая вначале рассматривалась как результат сотрудничества Гонсалеса Кокси и других художников, таких как Вильгельм Шуберт ван Эренберг. По традиции, существовавшей в Антверпене XVII века, Бизе регулярно сотрудничал с другими художниками, специалистами в том или ином жанре; в частности, с художниками-пейзажистами Филипсом Августейном Имменратом и Корнелисом Гюисмансом, а также с Вильгельмом Шубертом ван Эренбергом.

## Галерея

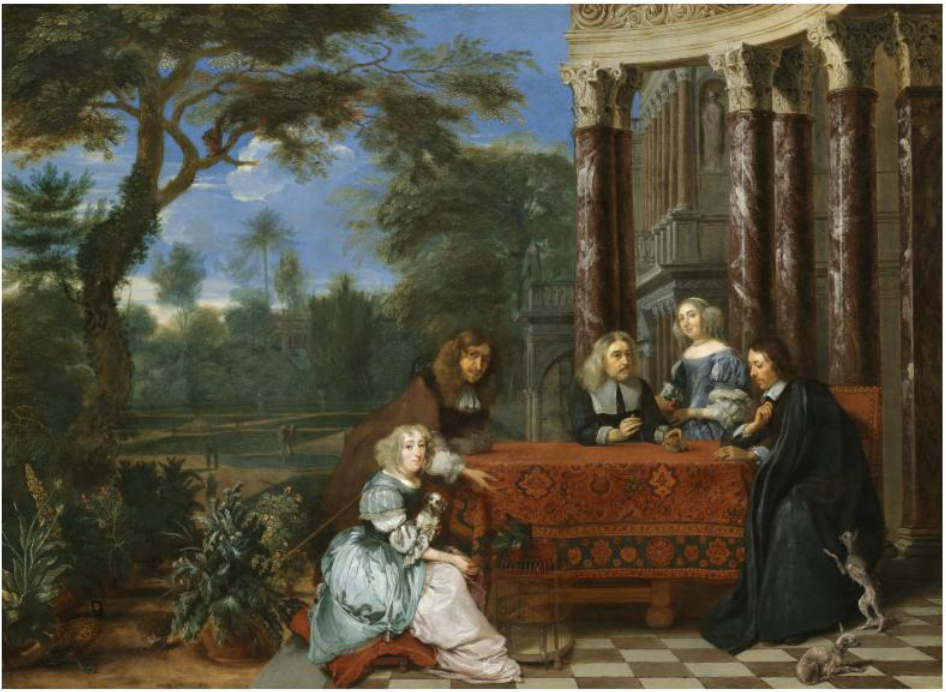
Семья, сидящая за столом в изящном саду. Между 1670 и 1675. Медь, масло. Частное собрание
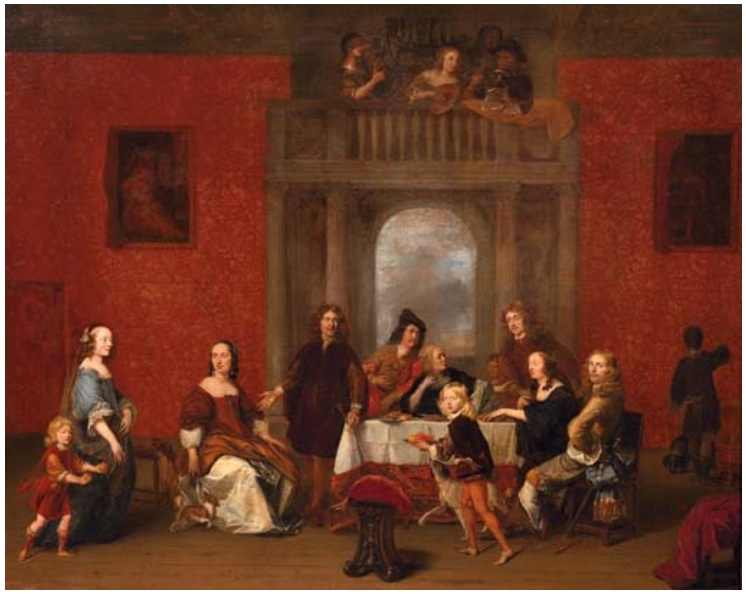
Портрет семьи в интерьере. Между 1670 и 1675. Дерево, масло. Частное собрание
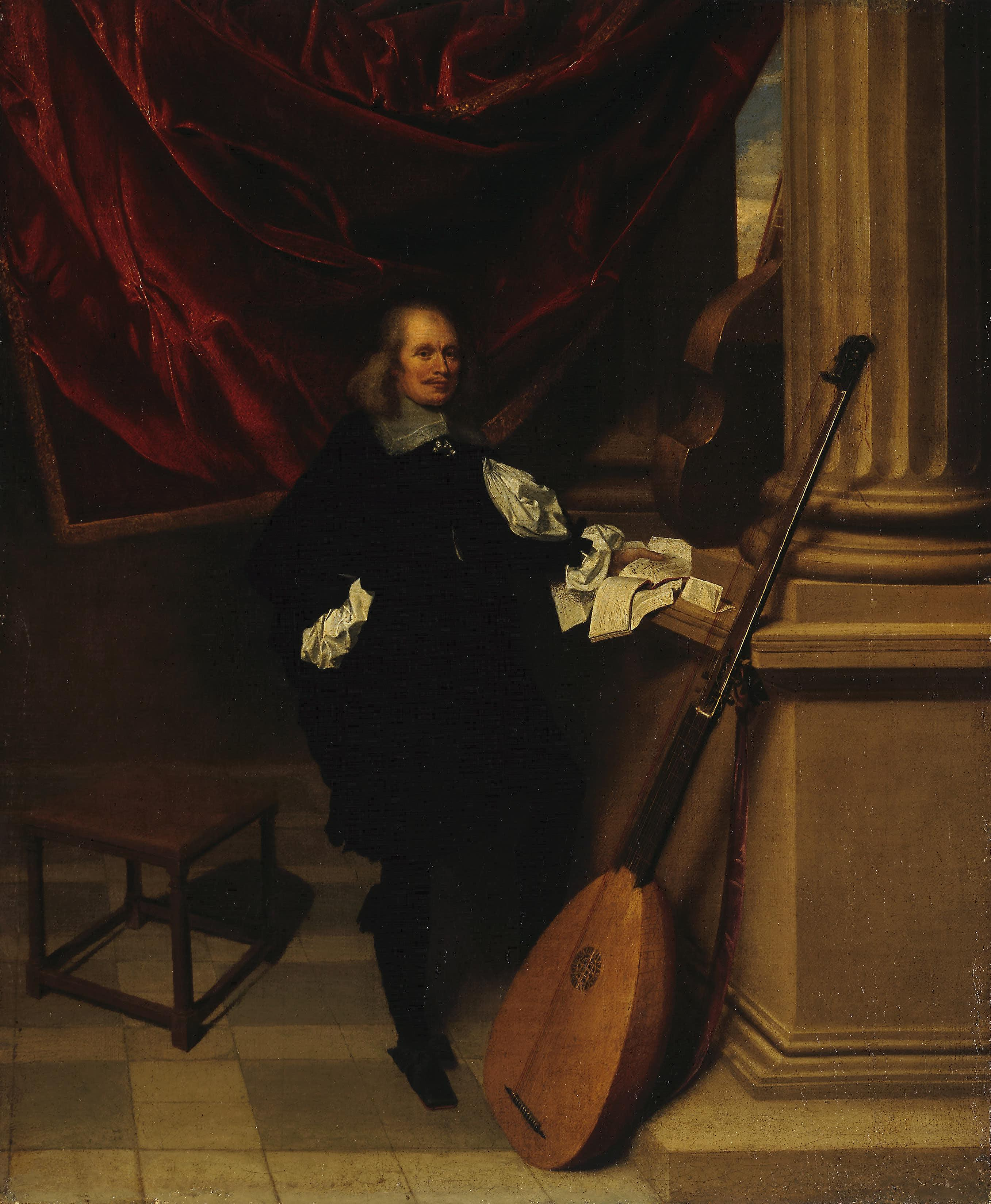
Портрет музыканта. Между 1648 и 1693. Холст, масло. Государственный Эрмитаж, Санкт-Петербург
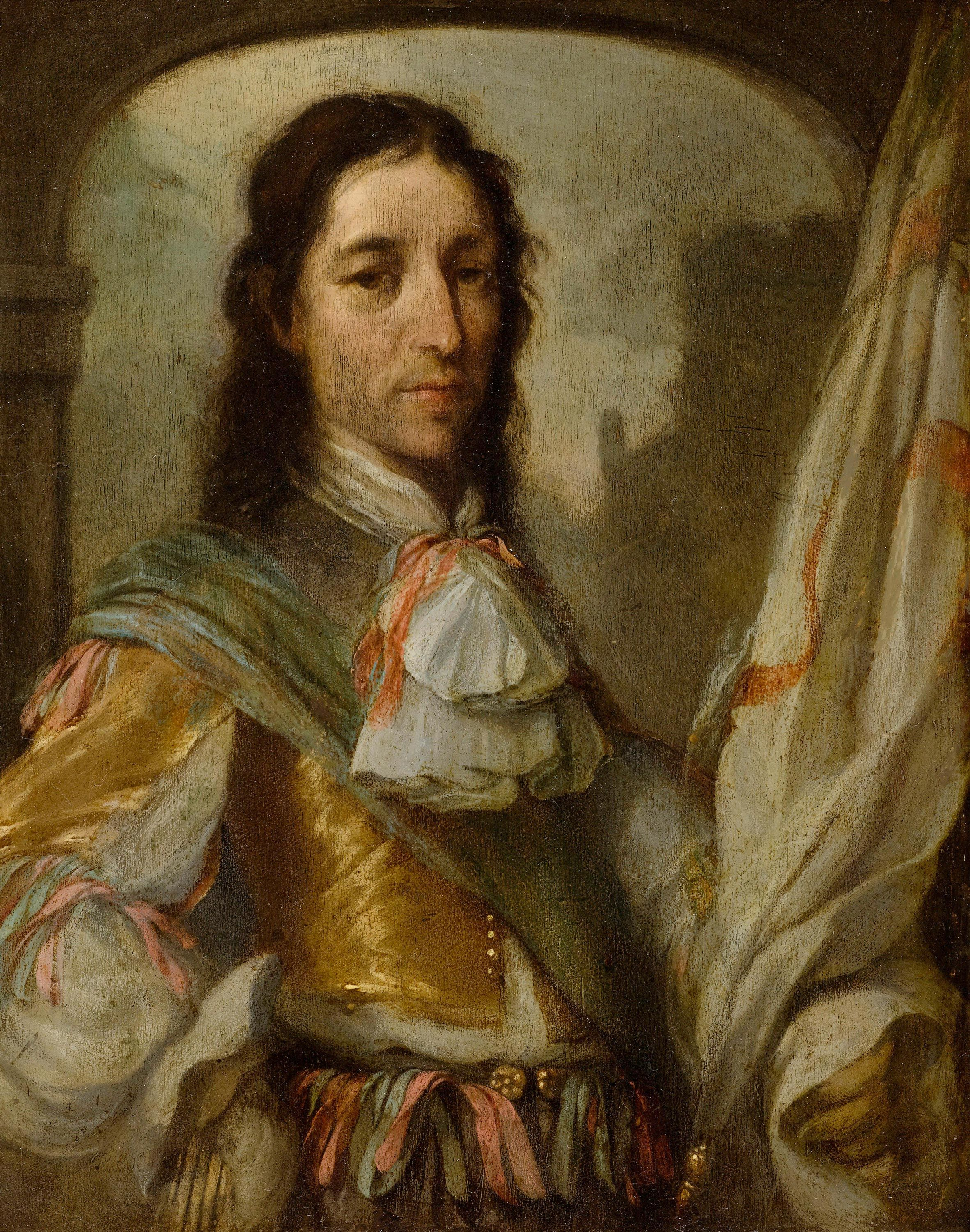
Портрет офицера. Между 1648 и 1693. Медь, масло. Частное собрание
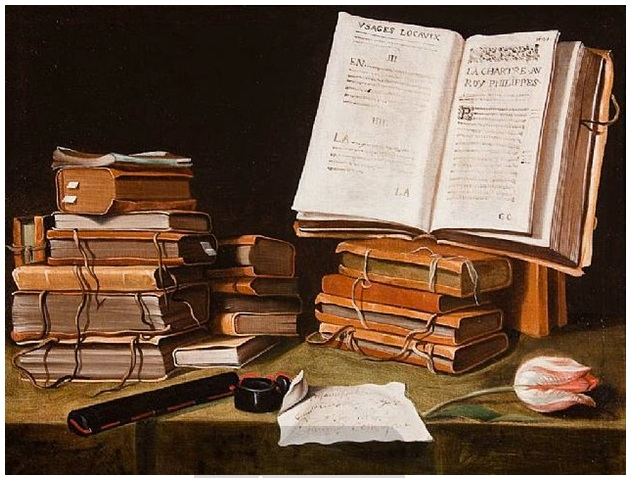
Натюрморт с книгами, письмом и тюльпаном. Между 1648 и 1693. Холст, масло. Частное собрание
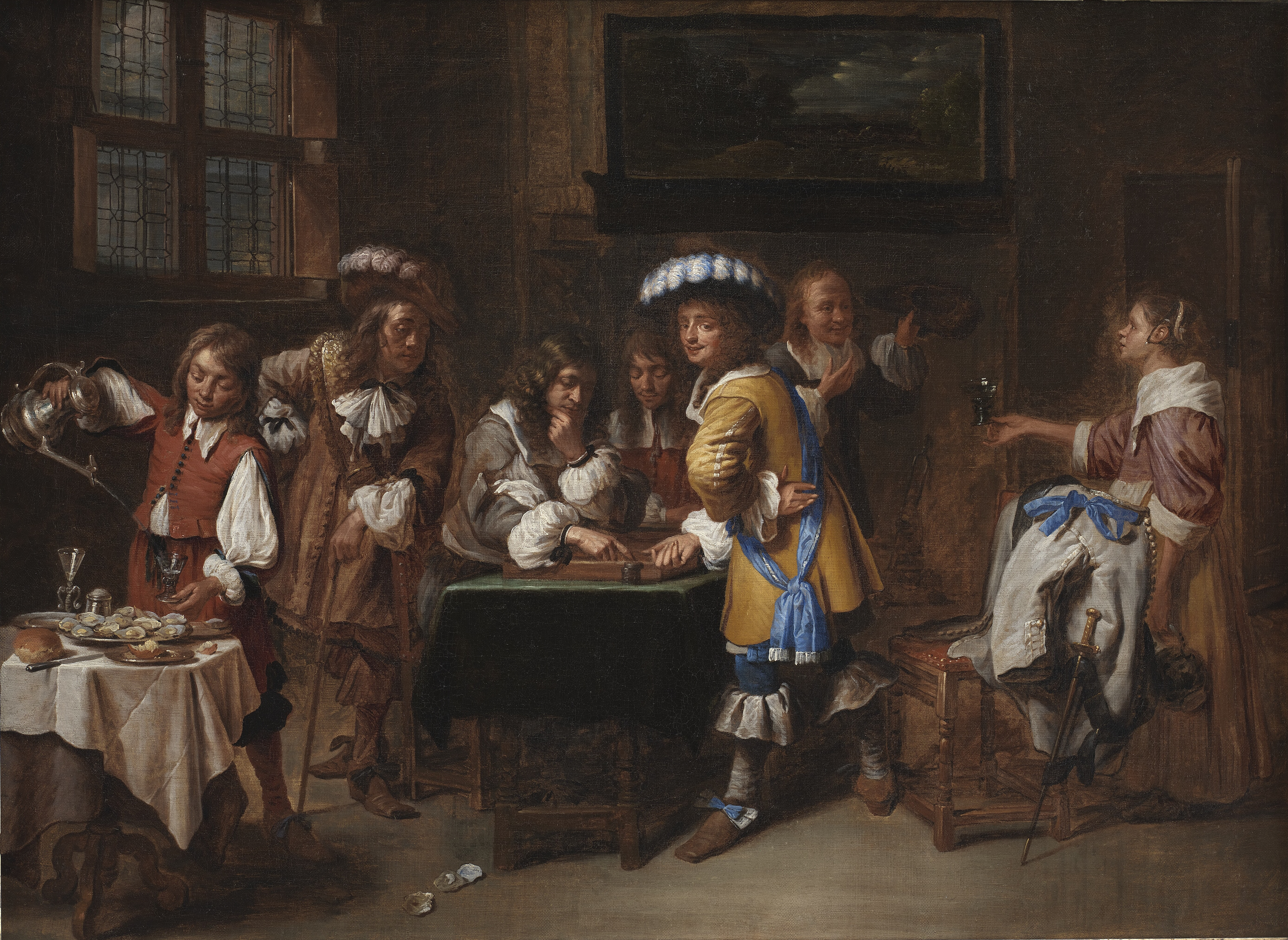
Игроки в трик-трак. Между 1648 и 1710. Холст, масло. Государственный музей искусств, Копенгаген
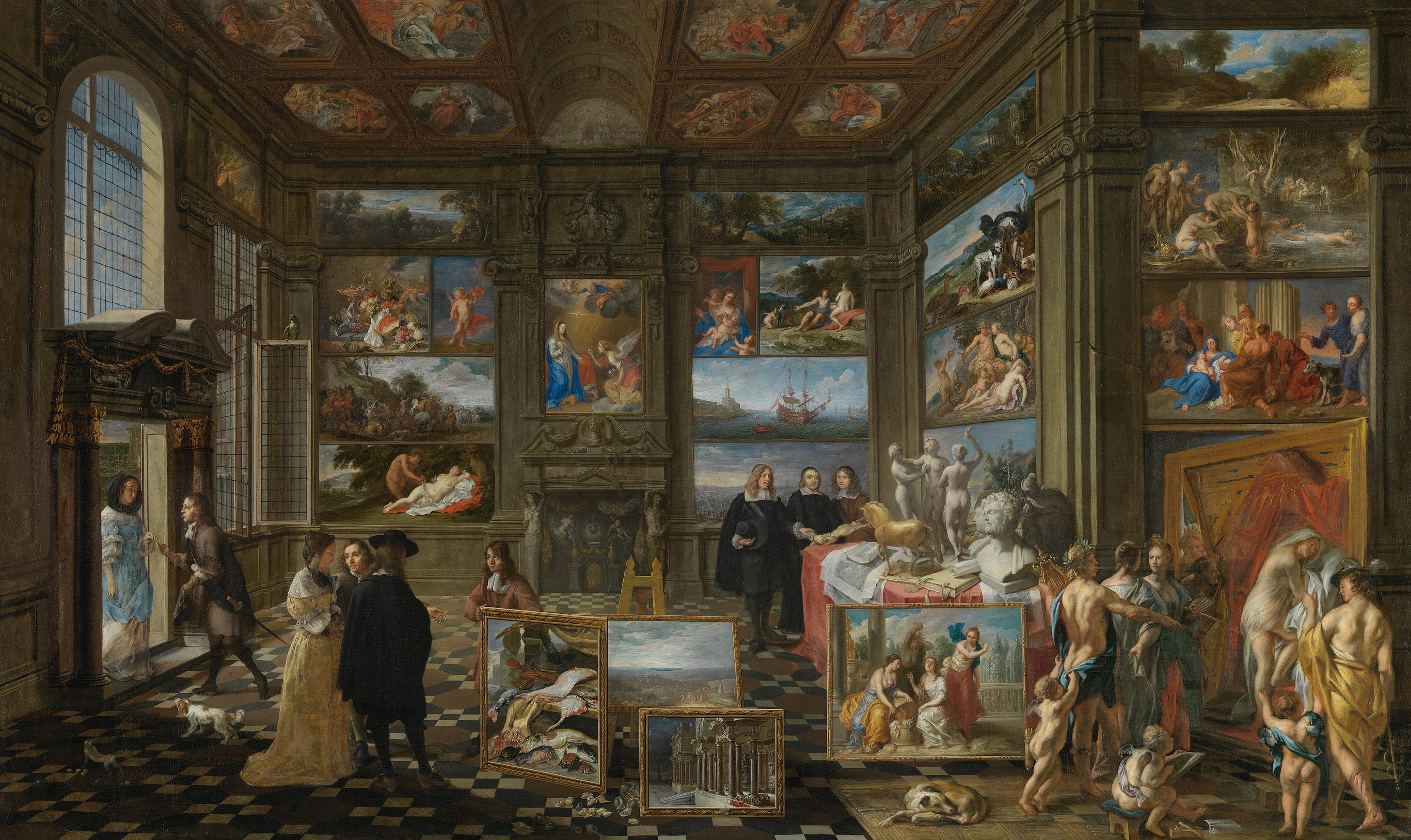
Совместно с В. Шубертом ван Эренбергом. Интерьер воображаемой картинной галереи. 1666. Холст, масло. Старая пинакотека, Мюнхен